# Струмица (община)
Струмица (на македонска литературна норма: Општина Струмица) е община, разположена в югозападната част на Северна Македония с център град Струмица. Сградата, в която общината се помещава в Струмица, е паметник на културата.
Общината обхваща селищата в Струмишкото поле по средното течение на река Струмица и има площ от 321,89 km2. На изток общината граничи с Община Босилово, на запад с Община Конче, на север с Община Василево, на югоизток с Община Ново село, а на югозапад с Община Валандово. В общината освен град Струмица влизат още 24 села с общо 54 676 жители и гъстота на населението от 170,07 жители на km2. Общината е с преобладаващо македонско население - 91,92%, като на второ място са турците - 6,87%. Кмет на общината е Коста Яневски.

## Структура на населението
Според преброяването от 2002 година община Струмица има 54 676 жители.
| Етническа принадлежност | Процент |
| северномакедонци        | 91,92%  |
| албанци                 | 0,01%   |
| турци                   | 6,86%   |
| роми                    | 0,27%   |
| власи                   | 0,01%   |
| сърби                   | 0,34%   |
| бошняци                 | 0,01%   |
| други                   | 0,58%   |